# Ahuacatitla, Puebla
Ahuacatitla är en ort i Mexiko.   Den ligger i kommunen Pahuatlán och delstaten Puebla, i den sydöstra delen av landet, 140 km nordost om huvudstaden Mexico City. Ahuacatitla ligger 1 223 meter över havet och antalet invånare är 211.
Terrängen runt Ahuacatitla är huvudsakligen bergig, men åt nordost är den kuperad. Runt Ahuacatitla är det ganska tätbefolkat, med 80 invånare per kvadratkilometer. Närmaste större samhälle är Huauchinango, 17,4 km sydost om Ahuacatitla. I omgivningarna runt Ahuacatitla växer i huvudsak städsegrön lövskog.